# Vastitas Borealis

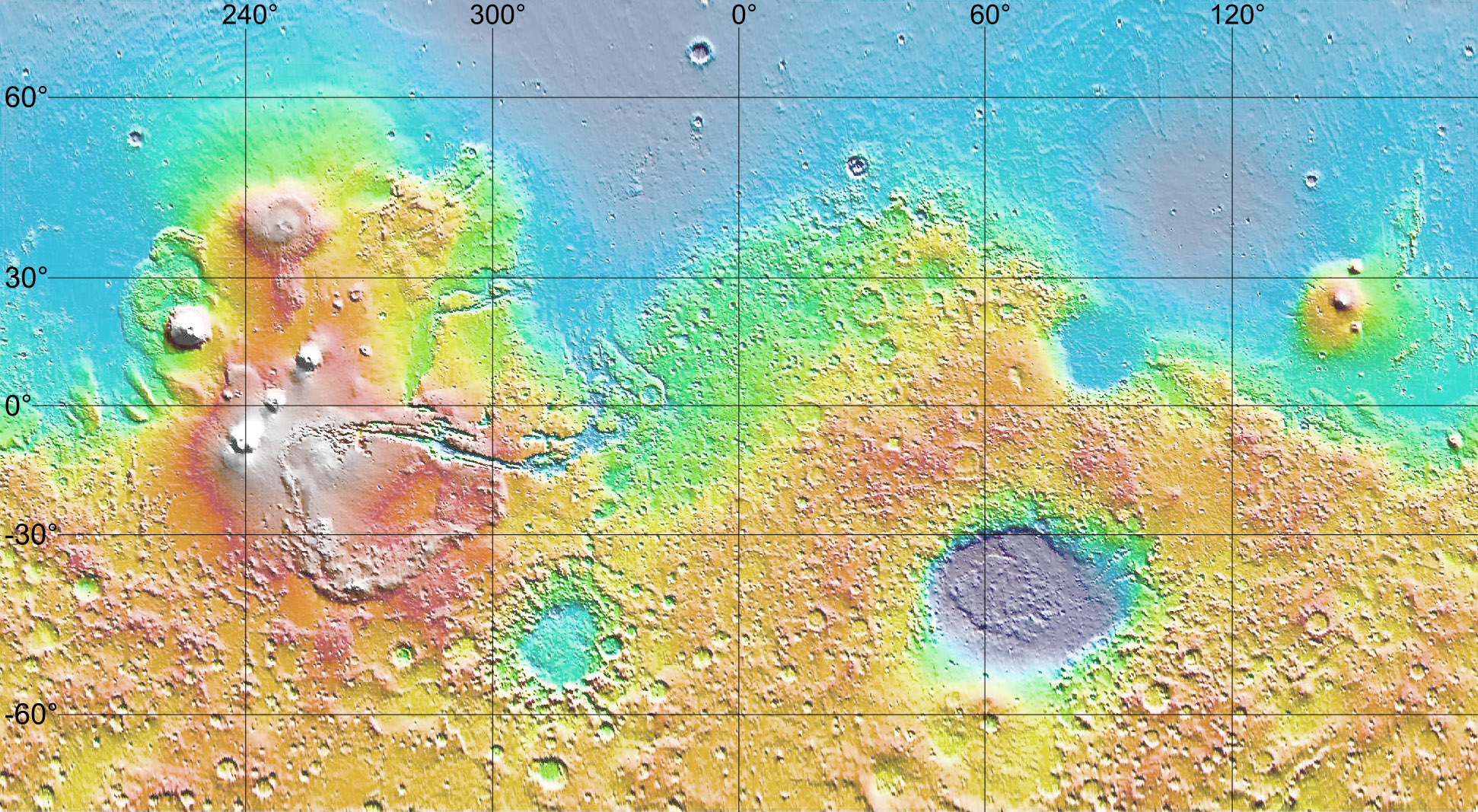
Mapa topográfico de Marte. Vastitas Borealis es la inmensa zona de tierras bajas que domina el hemisferio norte.

Vastitas Borealis es la llanura más grande del planeta Marte. Vastitas Borealis se encuentra situada en las latitudes más septentrionales del planeta, y envuelve la región polar del norte de Marte. A menudo se conoce la conoce a Vastitas Borealis simplemente como «las llanuras del norte». En realidad se trata de una depresión de gran extensión, a unos 4-5 kilómetros por debajo del "datum" marciano.
Dentro de Vastitas Borealis destaca la zona denominada Utopia Planitia, gran llanura que se extiende hacia el sur, hasta los 40° de latitud norte por el hemisferio oriental. Algunos científicos opinan que estas llanuras podían haber estado cubiertas por un océano en algún momento de la historia marciana, y se han postulado posibles líneas de costa en su franja meridional. Actualmente estas llanuras de suaves pendientes están marcadas por crestas (especialmente Scandia Colles), pequeñas colinas y pocos cráteres (como Lomonosov y Korolev). La Vastitas Borealis es claramente más uniforme y suave topográficamente que otras zonas similares situadas en el hemisferio sur del planeta.
El 25 de mayo de 2008, se posó con éxito sobre la llanura Vastitas Borealis la sonda Phoenix de la NASA (la primera en 32 años en no utilizar airbags para aterrizar sobre suelo marciano).
La parte superior del suelo tiene una costra. El microscopio mostró que el suelo está compuesto de partículas planas (probablemente un tipo de arcilla) y partículas redondeadas. Cuando el suelo se recoge, se agrupa. Aunque otros módulos de aterrizaje en otros lugares de Marte han visto muchas ondas y dunas, no hay ondas ni dunas visibles en el área de "Phoenix". El hielo está presente unas pocas pulgadas debajo de la superficie en el medio de los polígonos. A lo largo del borde de los polígonos, el hielo tiene al menos 8 pulgadas de profundidad. Cuando el hielo se expone a la atmósfera marciana, desaparece lentamente.

## Superficie
A diferencia de algunos sitios visitados por los Viking y Pathfinder, casi todas las rocas cerca del sitio de aterrizaje  Phoenix  en Vastitas Borealis son pequeñas. Hasta donde la cámara puede ver, el terreno es plano, pero tiene forma de polígonos. Estas formas son causadas por el hielo en el suelo que reacciona a los principales cambios de temperatura. La parte superior del suelo tiene una costra. El microscopio mostró que el suelo está compuesto de partículas planas (probablemente un tipo de arcilla) y partículas redondeadas. Cuando el suelo se recoge, se agrupa. Aunque otros módulos de aterrizaje en otros lugares de Marte han visto muchas ondas y dunas, no hay ondas ni dunas visibles en el área de la "Phoenix". El hielo está presente unas pocas pulgadas debajo de la superficie en el medio de los polígonos. A lo largo del borde de los polígonos, el hielo está presente al menos a 20 cm de profundidad. Cuando el hielo se expone a la atmósfera marciana, se sublima y desaparece lentamente. En el invierno habría acumulaciones de nieve en la superficie.

### Química de superficie
Los resultados publicados en la revista  Science  después de que finalizó la misión  Phoenix  informaron que cloruro, bicarbonato, magnesio, sodio, potasio, calcio, y posiblemente sulfato se detectaron en las muestras. El pH se redujo a 7.7 + o - 0.5. Perclorato (ClO  4 ), se detectó un oxidante fuerte. Este fue un descubrimiento significativo. El producto químico tiene el potencial de ser utilizado como combustible para cohetes y como fuente de oxígeno para futuros colonos. Bajo ciertas condiciones, el perclorato puede inhibir la vida; sin embargo, algunos microorganismos obtienen energía de la sustancia (por reducción anaeróbica). La sustancia química cuando se mezcla con agua puede reducir considerablemente los puntos de congelación, de manera similar a cómo se aplica la sal a las carreteras para derretir el hielo. El perclorato atrae fuertemente el agua; en consecuencia, podría extraer humedad del aire y producir una pequeña cantidad de agua líquida en Marte hoy. Los barrancos, que son comunes en ciertas áreas de Marte, pueden tener formado por perclorato derritiendo hielo y haciendo que el agua erosione el suelo en pendientes pronunciadas. Dos conjuntos de experimentos demostraron que el suelo contiene 3-5% de carbonato de calcio. Cuando una muestra se calentó lentamente en el Analizador térmico y de gas evolucionado (TEGA), se produjo un pico a 725 °C, que es lo que sucedería si hubiera carbonato de calcio. En un segundo experimento, se añadió ácido a una muestra de suelo en el Laboratorio de Química Húmeda (WCL) mientras un electrodo de pH medía el pH. Como el pH aumentó de 3.3 a 7.7, se concluyó que el carbonato de calcio estaba presente. El carbonato de calcio cambia la textura del suelo al cementar partículas. Tener carbonato de calcio en el suelo puede ser más fácil para las formas de vida porque amortigua los ácidos, creando un pH más amigable con la vida.

### Tierra modelada
Gran parte de la superficie de Vastitas Borealis está cubierta con suelo estampado. A veces el suelo tiene forma de polígonos. El módulo de aterrizaje  Phoenix  proporcionó vistas de primer plano del suelo estampado en forma de polígonos. En otros lugares, la superficie tiene montículos bajos dispuestos en cadenas. Algunos científicos primero llamaron a las características terreno de huella digital porque las muchas líneas se parecían a la huella digital de alguien.
Se encuentran características similares en forma y tamaño en regiones periglaciales terrestres como la Antártida. Los polígonos de la Antártida se forman por la expansión y contracción repetidas de la mezcla suelo-hielo debido a los cambios estacionales de temperatura. Cuando el suelo seco cae en grietas, se forman cuñas de arena que aumentan este efecto. Este proceso da como resultado redes poligonales de fracturas por estrés.

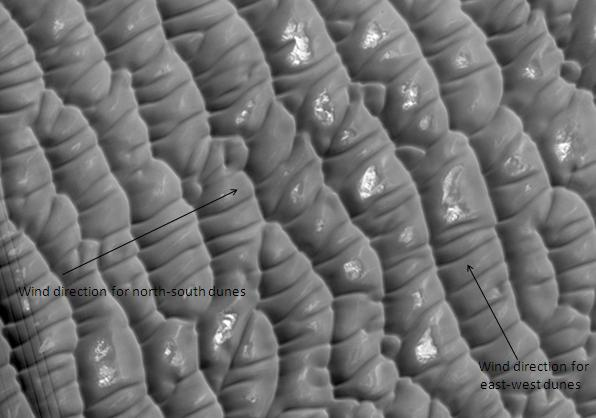
Olympia Planitia Dunes, según lo visto por HiRISE. El yeso ha sido detectado aquí por MRO.
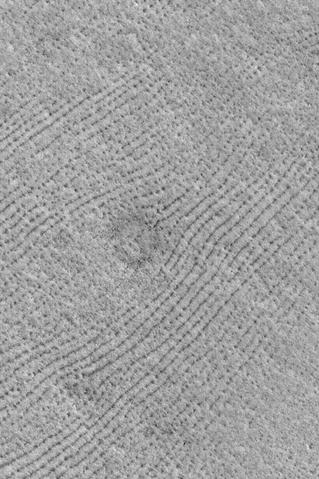
El suelo estampado alguna vez se llamó terreno de huellas digitales porque parecía huellas digitales gigantes. Los puntos oscuros son en realidad cadenas de montículos bajos. La característica circular central es un anillo de rocas oscuras en el borde de un cráter enterrado. Imagen de Mars Global Surveyor.
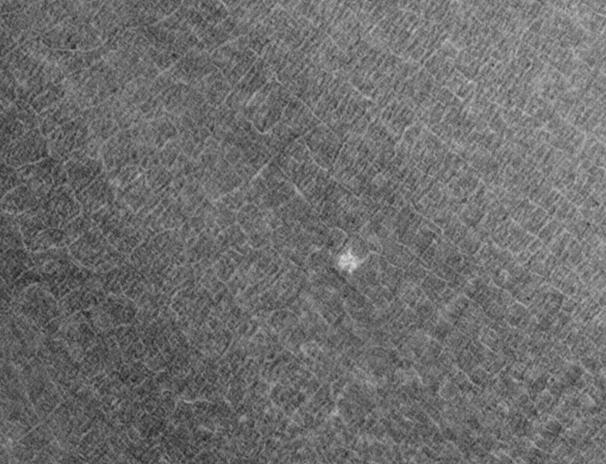
Cráter de Lomonosov con suelo poligonal estampado, como se ve con Mars Global Surveyor.
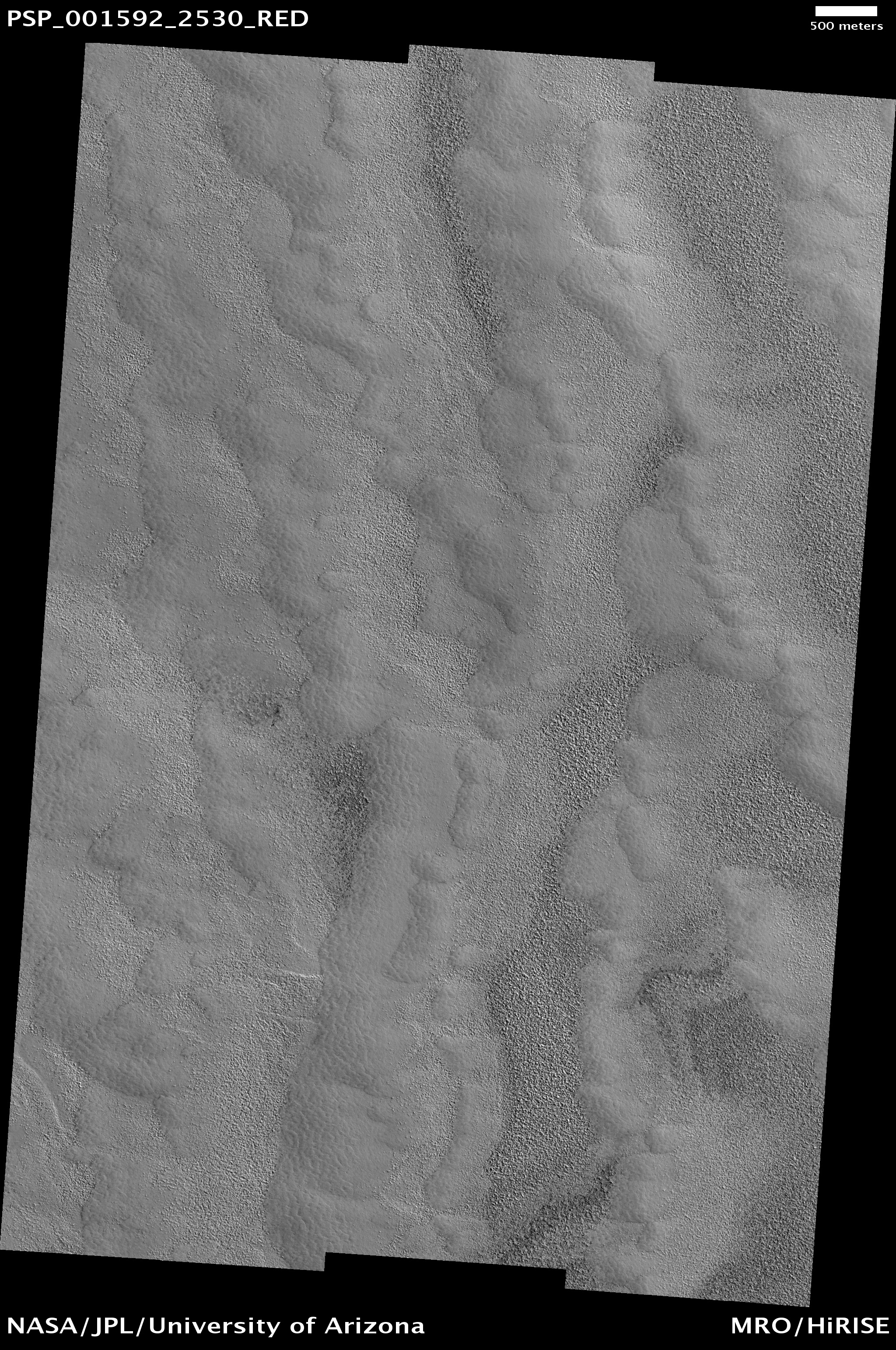
Piso del cráter Korolev, visto por HiRISE.

## Glaciares
Los glaciares formaron gran parte de la superficie observable en grandes áreas de Marte. Se estima que gran parte del área en latitudes todavía contiene grandes cantidades de hielo. En marzo de 2010, los científicos publicaron los resultados de un estudio de radar de un área llamada Deuteronilus Mensae que encontró evidencia generalizada de hielo debajo de unos pocos metros de escombros. El hielo probablemente se depositó como nevadas durante un clima anterior cuando los polos estaban más inclinados.  Se cree que algunas características de Vastitas Borealis son glaciares antiguos, como se muestra en las imágenes a continuación.

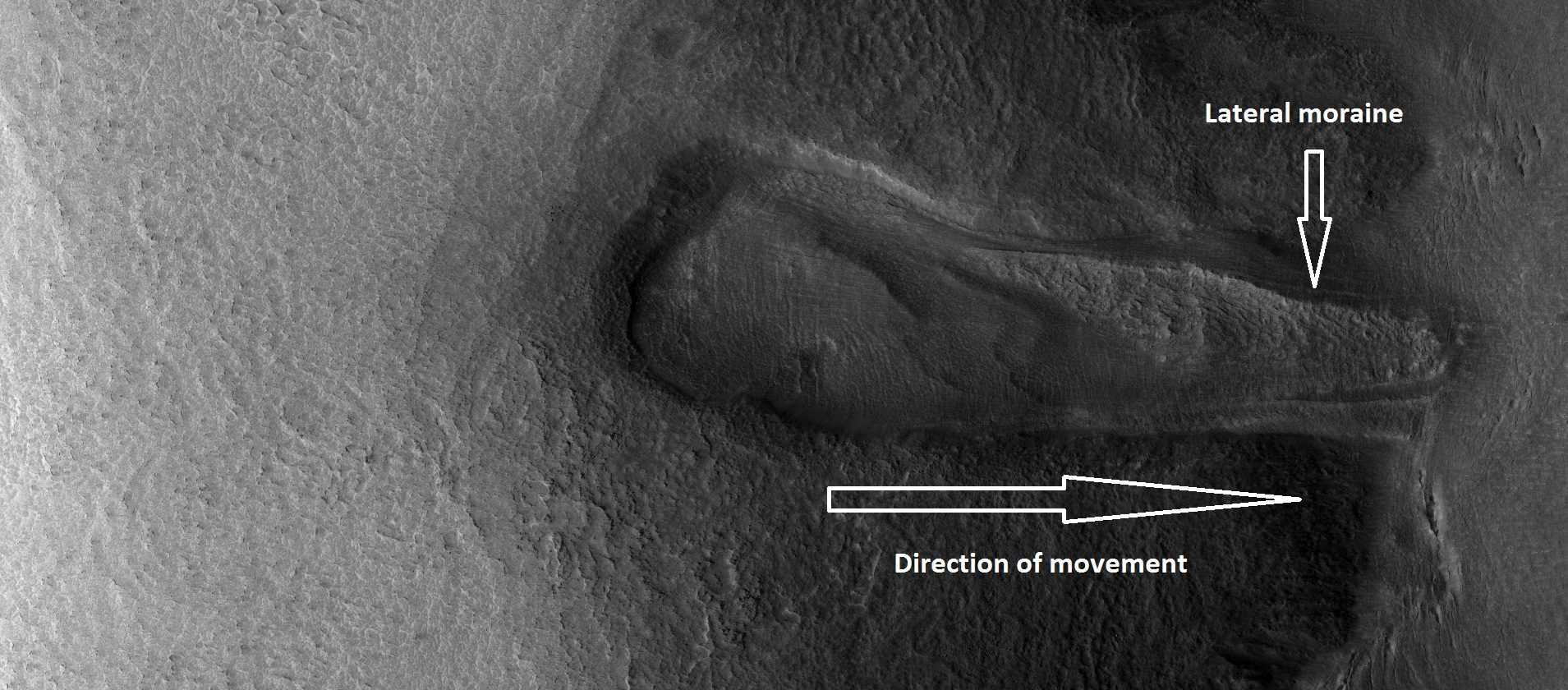
Restos de un glaciar después de que el hielo haya desaparecido, según lo visto por HiRISE bajo el programa HiWish.
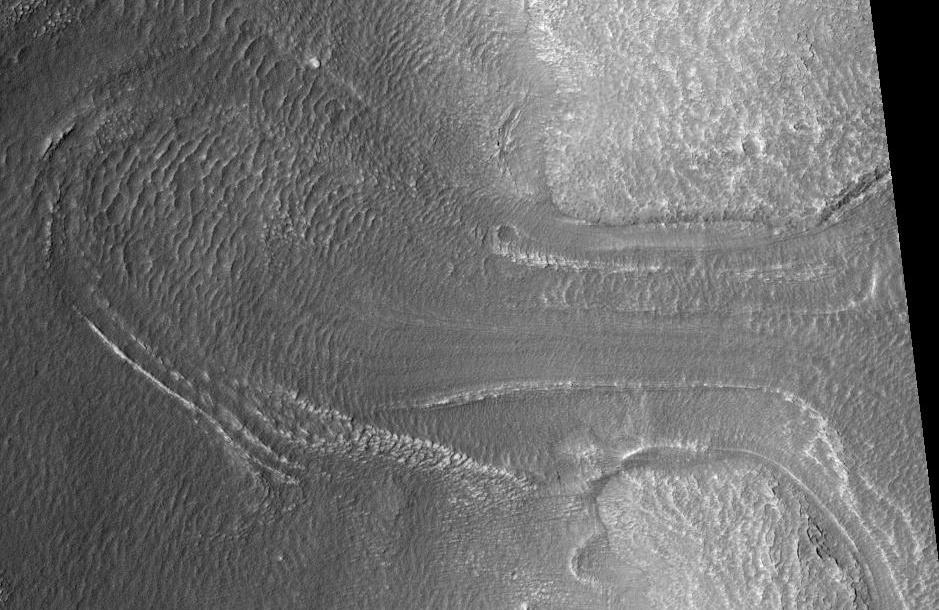
Probable glaciar visto por HiRISE bajo el programa HiWish. Los estudios de radar han encontrado que está compuesto de hielo casi completamente puro. Parece estar moviéndose desde el terreno alto (una mesa) a la derecha.
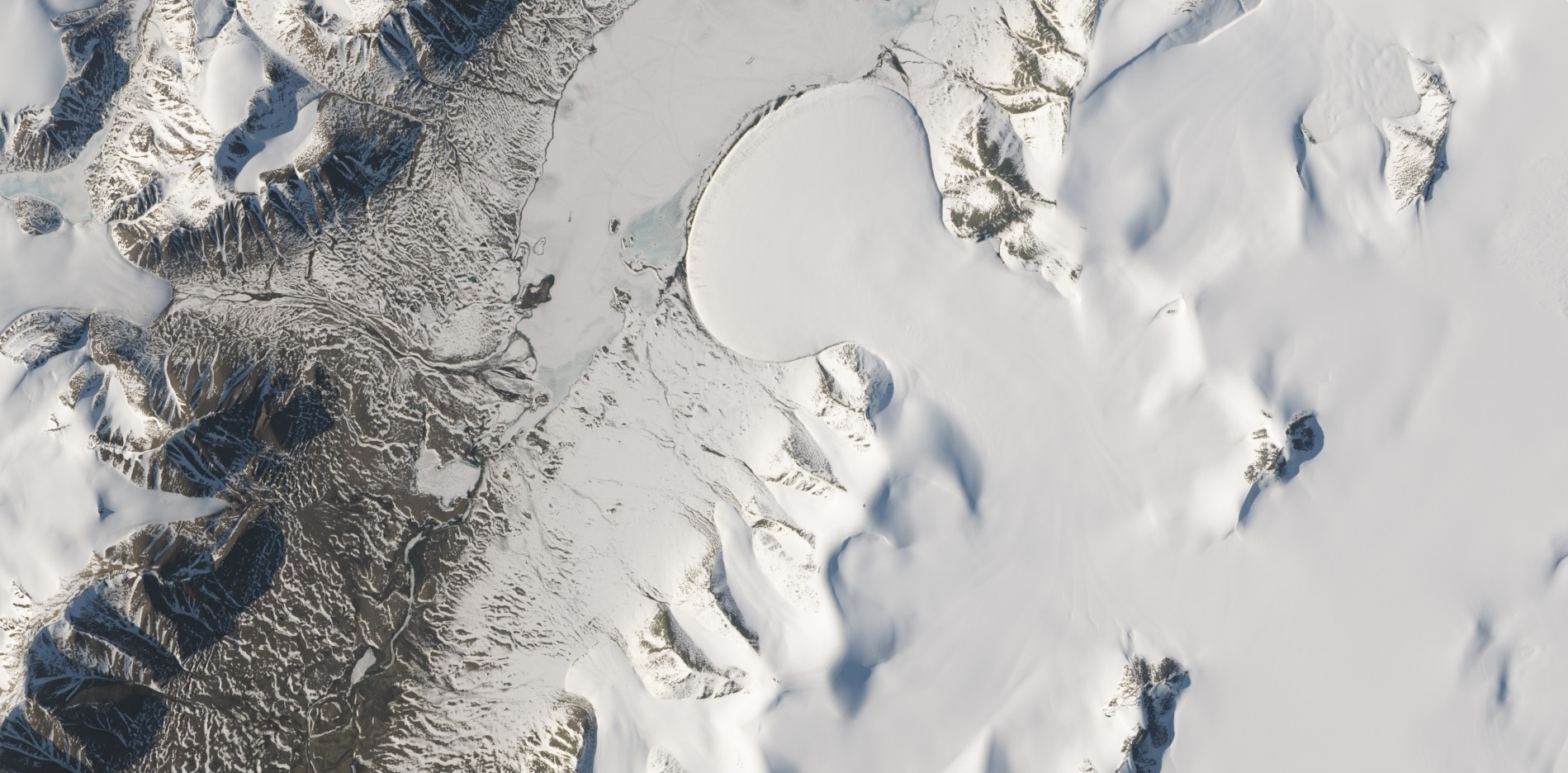
El glaciar de pie de elefante de Romer Lake en el Ártico de la Tierra, como se ve en Landsat 8. Esta imagen muestra varios glaciares que tienen la misma forma que muchas características en Marte que se cree que también son glaciares.

## Clima
El módulo de aterrizaje de Phoenix proporcionó varios meses de observaciones climáticas de Mare Boreum. La velocidad del viento osciló entre 11 y 58 km por hora. La velocidad media habitual era de 36 km por hora. La temperatura más alta medida durante la misión fue de -19.6 °C, mientras que la más fría fue de -97.7 °C. Se observaron demonios de polvo.
Los cirros que producían nieve fueron vistos en las imágenes de Phoenix. Las nubes se formaron a un nivel en la atmósfera que era de alrededor de -65 °C, por lo que las nubes tendrían que estar compuestas de hielo de agua, en lugar de hielo de dióxido de carbono porque la temperatura para formar hielo de dióxido de carbono es mucho más baja, menos de -120 °C. Como resultado de la misión, ahora se cree que el hielo de agua (nieve) se habría acumulado más adelante en el año en este lugar. 
Los científicos piensan que el hielo de agua fue transportado hacia abajo por la nieve por la noche. Se sublimó (pasó directamente del hielo al vapor) por la mañana. A lo largo del día, la convección y las turbulencias lo volvieron a mezclar en la atmósfera. 

### Ciclos climáticos
La interpretación de los datos transmitidos desde la nave Phoenix fue publicada en la revista Science. Según los datos revisados por pares, se ha confirmado la presencia de hielo de agua y que el sitio tuvo un clima más húmedo y más cálido en el pasado reciente. Encontrar carbonato de calcio en el suelo marciano lleva a los científicos a creer que el sitio había estado húmedo en el pasado geológico. Durante ciclos estacionales o más largos, los ciclos diurnos pueden haber estado presentes en forma de películas delgadas. La inclinación u oblicuidad de Marte cambia mucho más que la Tierra; por lo tanto, los tiempos de mayor humedad son probables.